# 八號鎮區 (堪薩斯州魯克斯縣)
八號鎮區（英語：Township 8）為美國堪薩斯州魯克斯縣轄下的鎮區。2010年美国人口普查中該鎮區人口有341人。

## 地理
八號鎮區涵蓋總面積為93.55平方（36.12平方英里），其中93.47平方（36.09平方英里）為陸地，0.08平方（0.031平方英里）或0.09%為水域。海拔高度672（2,205英尺）。

## 人口統計
根據2010年美國人口普查，八號鎮區人口有341人，住房187戶，人口密度為3.65人/每平方公里。此鎮區居民之種族中，白人有324人，非裔美國人有9人，美洲原住民有2人，亞裔美國人有0人，太平洋島裔美國人有1人，其他種族有1人，混血種族則有4人。此外此鎮區有14人為西班牙裔或拉丁裔美國人。

## 交通

### 主要公路
- 18號堪薩斯州州道